# HD 45214
HD45214 — хімічно пекулярна зоря спектрального класу
A7 й має видиму зоряну величину в смузі V приблизно  8,8.